# Жуліу Таваріш
Жуліу Таваріш (порт. Júlio Tavares; 19 листопада 1988, Таррафал-де-Сан-Ніколау, Кабо-Верде) — кабовердійський футболіст, нападник клубу «Аль-Фейсалі» (Харма) та збірної Кабо-Верде .

## Кар'єра

### Клубна
Жуліу Таваріш розпочав кар'єру футболіста у 2006 році, виступаючи за аматорський клуб «Монреаль-ла-Клюз». Через два роки форвард опинився в клубі «Бур-ан-Бресс Перонна», який виступав у той час у другому дивізіоні Аматорського чемпіонату Франції і зумів з цією командою пробитися до першого дивізіону турніру. У сезоні 2011/12 нападник забив за команду 16 голів у 31 матчі чемпіонату та влітку 2012 року перейшов до клубу Ліги 2 «Діжон».
14 вересня 2012 року в матчі проти «Монако» Таваріш дебютував у другому французькому дивізіоні. Вже в наступному своєму матчі футболіст забив гол у ворота «Клермона», реалізувавши передачу Бріса Жовіаля. 2016 року допоміг команді посісти 2 місце та вийти до вищого французького дивізіону, де африканець провів з командою е 4 сезони.
14 вересня 2020 року Таваріш підписав контракт з саудівським клубом «Аль-Фейсалі» (Харма).

### У збірній
Жуліу Таваріш виступає за збірну Кабо-Верде з 2012 року.
У 2013 році форвард потрапив у заявку команди на Кубок африканських націй. На турнірі футболіст взяв участь у всіх чотирьох матчах своєї збірної та в доданий час вирішальної зустрічі групового раунду з Анголою віддав гольову передачу, з якою Елдон Рамуш забив переможний гол. Згодом брав участь зі збірною у турнірах 2015 та 2021 років.

## Титули і досягнення
- Володар Королівського кубка Саудівської Аравії (1):

«Аль-Фейсали»: 2020-21